# Rudshøgda Station
Rudshøgda Station (Rudshøgda stasjon) er en tidligere jernbanestation på Dovrebanen, der ligger i Ringsaker kommune i Norge.
Stationen åbnede som holdeplads 15. november 1915. Oprindeligt hed den Rud, men den skiftede navn til Rudshøgda 1. maj 1926. Den blev opgraderet til station 12. november 1917, nedgraderet til holdeplads 1. juli 1929 og atter opgraderet til station 9. december 1945. Den blev fjernstyret 29. april 1966 og gjort ubemandet 2. maj samme år. Betjeningen med persontog ophørte 29. maj 1994, hvorefter den tidligere station har fungeret som fjernstyret krydsningsspor.
Den første stationsbygning blev opført ved åbningen i 1915 Den revet ned i 1947 efter at være blevet ødelagt under anden verdenskrig. I 1948 blev den erstattet af den nuværende stationsbygning, en toetages bygning i gulmalet træ, der blev opført efter tegninger af Gudmund Hoel og Bjarne Friis Baastad ved NSB Arkitektkontor.